# Petite
petite (p-) (z fr. petite = mała) – mutant odkryty po raz pierwszy w drożdżach Saccharomyces cerevisiae. Mutant petite nie posiada w ogóle, albo posiada tylko śladową ilość mitochondrialnego DNA (mtDNA) lub ma uszkodzone geny białek mitochondrialnych kodowanych przez DNA jądrowe. Mitochondria takich mutantów, mimo że obecne, nie wykształcają się w sposób prawidłowy. Ich grzebienie, a więc powierzchnia błony wewnętrznej, są mocno zredukowane i organella te są funkcjonalnie niesprawne (tzw. pro- lub premitochondria). Mutanty takie mogą prowadzić wyłącznie oddychanie beztlenowe nawet w atmosferze tlenowej. W rezultacie rosną o wiele wolniej i na podłożu stałym tworzą małe kolonie (w porównaniu do typu dzikiego), skąd też wywodzi się ich nazwa.
Istnieją trzy podstawowe odmiany tych mutantów:
1. mutanty segregacyjne, w których cecha p- dziedziczona jest mendlowsko i których fenotyp jest wynikiem zmian w genach białek mitochondrialnych kodowanych jądrowo;
2. neutralne, obojętne petite, którym zupełnie nie posiadają mtDNA i których cecha p- jest recesywna genotypowo;
3. stłumione, supresyjne petite, w których brak większości mtDNA (60-99%), jednak pozostałości są często normalnie replikowane.

Mutanty petite mogą powstać po indukcji szeregiem mutagenów pochodzenia chemicznego lub po naświetlaniu promieniowaniem jonizującym.